# Tenacitate
În tehnică, în special în rezistența materialelor tenacitatea este proprietatea unui material solid de a absorbi o energie mare la deformarea plastică pe unitatea de volum, până la rupere⁠(d). Tenacitatea este situată intermediar între rezistența la rupere⁠(d) și ductilitate.

## Tenacitate și rezistență
Tenacitatea depinde de mărimea ariei de sub curba tensiune–alungire. Pentru a fi tenace, un material trebuie să fie atât rezistent, cât și ductil. De exemplu, materialele casante (cum ar fi ceramica), care sunt rezistente, dar cu ductilitate mică, nu sunt tenace. Nici materialele foarte ductile dar cu rezistență scăzută nu sunt tenace. Pentru a fi tenace, un material trebuie să reziste atât la tensiuni mari, cât și la deformații mari. În general, rezistența indică cât de multă forță poate suporta materialul, în timp ce tenacitatea indică câtă energie poate absorbi un material înainte de a se rupe.

## Definiția matematică
Tenacitatea poate fi determinată prin integrarea curbei tensiune–alungire. Este energia deformației mecanice per unitatea de volum înainte de rupere. Descrierea matematică explicită este:
{\displaystyle {\frac {\mbox{energie}}{\mbox{volum}}}=\int _{0}^{\varepsilon _{f}}\sigma \,d\varepsilon }
unde
{\displaystyle \varepsilon } este deformația,
{\displaystyle \varepsilon _{f}} este deformația la rupere,
{\displaystyle \sigma } este tensiunea.
Dacă limita superioară de integrare este doar până la punctul de curgere, energia absorbită pe unitate de volum este cunoscută sub numele de modulul de reziliență. Matematic, modulul de reziliență, Ur, poate fi exprimat prin:
{\displaystyle U_{r}={\frac {\sigma _{y}^{2}}{2E}}}
unde
{\displaystyle {\sigma _{y}}} este tensiunea de curgere, iar
E este modulul lui Young.

## Unitatea de tenacitate
În SI tenacitatea la tracțiune (sau energia de deformare, UT) se măsoară în joule pe metru cub (J/m3), sau, echivalent, în newton-metru pe metru cub (N•m•m−3).

## Încercări de tenacitate
Tenacitatea unui material poate fi măsurată pe o probă de material relativ mică. O mașină obișnuită de încercare folosește un pendul pentru a deforma o mică epruvetă crestată, cu secțiune transversală definită. Înălțimea de la care cade pendulul, minus înălțimea la care se ridică după deformarea epruvetei, înmulțită cu greutatea pendulului este o măsură a energiei absorbite de epruvetă în urma impactului cu pendulul. Metodele de încercare Charpy și Izod sunt metode ASTM tipice utilizate pentru a determina tenacitatea.

## Cel mai tenace material
Cel mai tenace material descoperit până în 2022 este un aliaj format din cantități aproape egale de crom, cobalt și nichel (CrCoNi), care rezistă la rupere chiar și la temperaturi foarte scăzute, aproape de zero absolut, motiv pentru care este folosit la construcția navelor spațiale.